# Sanicula orthacantha
Sanicula orthacantha là một loài thực vật có hoa trong họ Hoa tán. Loài này được S. Moore miêu tả khoa học đầu tiên năm 1875.